# Babičko
Babičko (cyr. Бабичко) – wieś w Serbii, w okręgu jablanickim, w mieście Leskovac. W 2011 roku liczyła 357 mieszkańców.